# St. Johannes von Nepomuk (Nové Hamry)

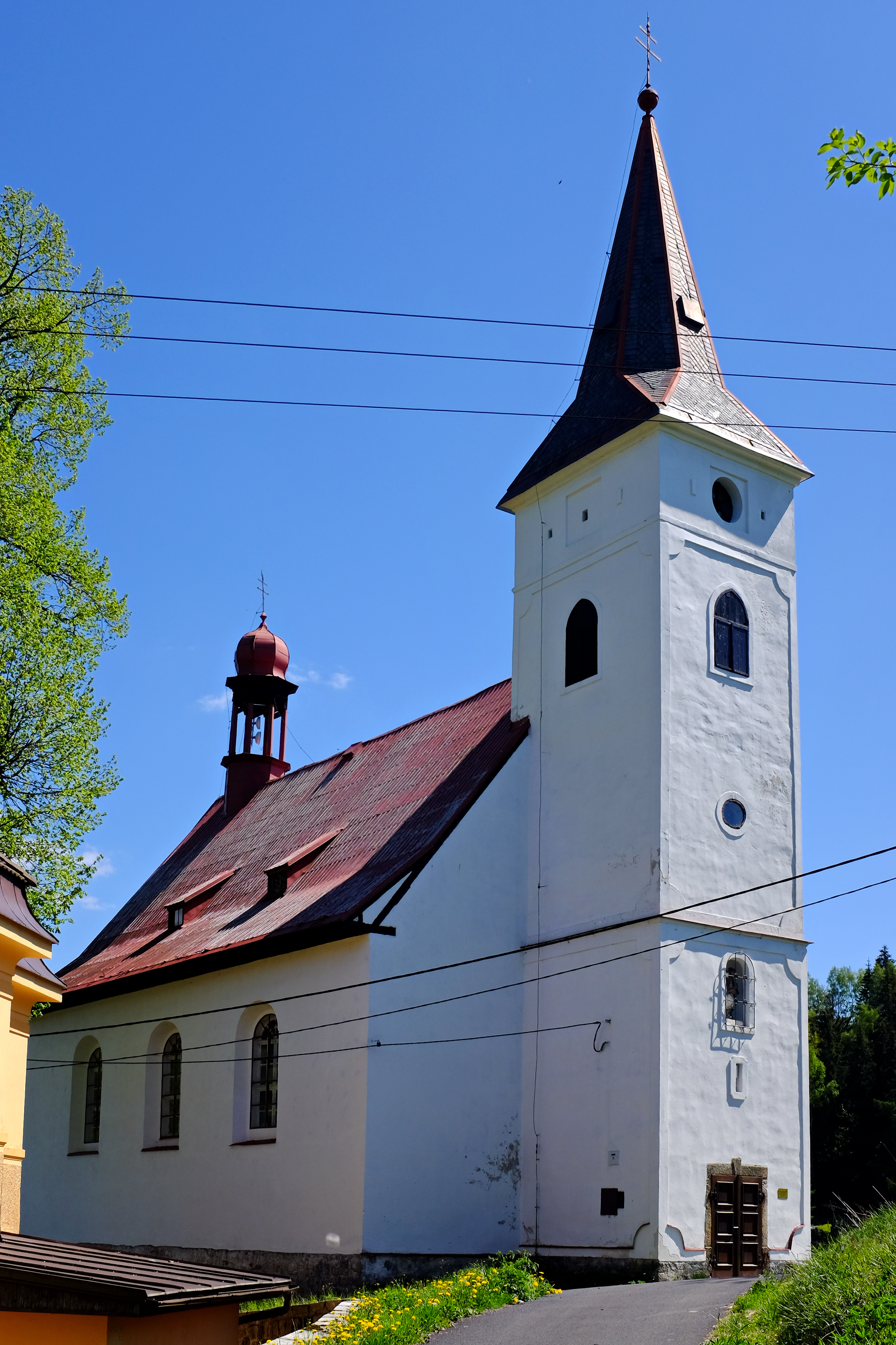
St. Johannes von Nepomuk in Nové Hamry

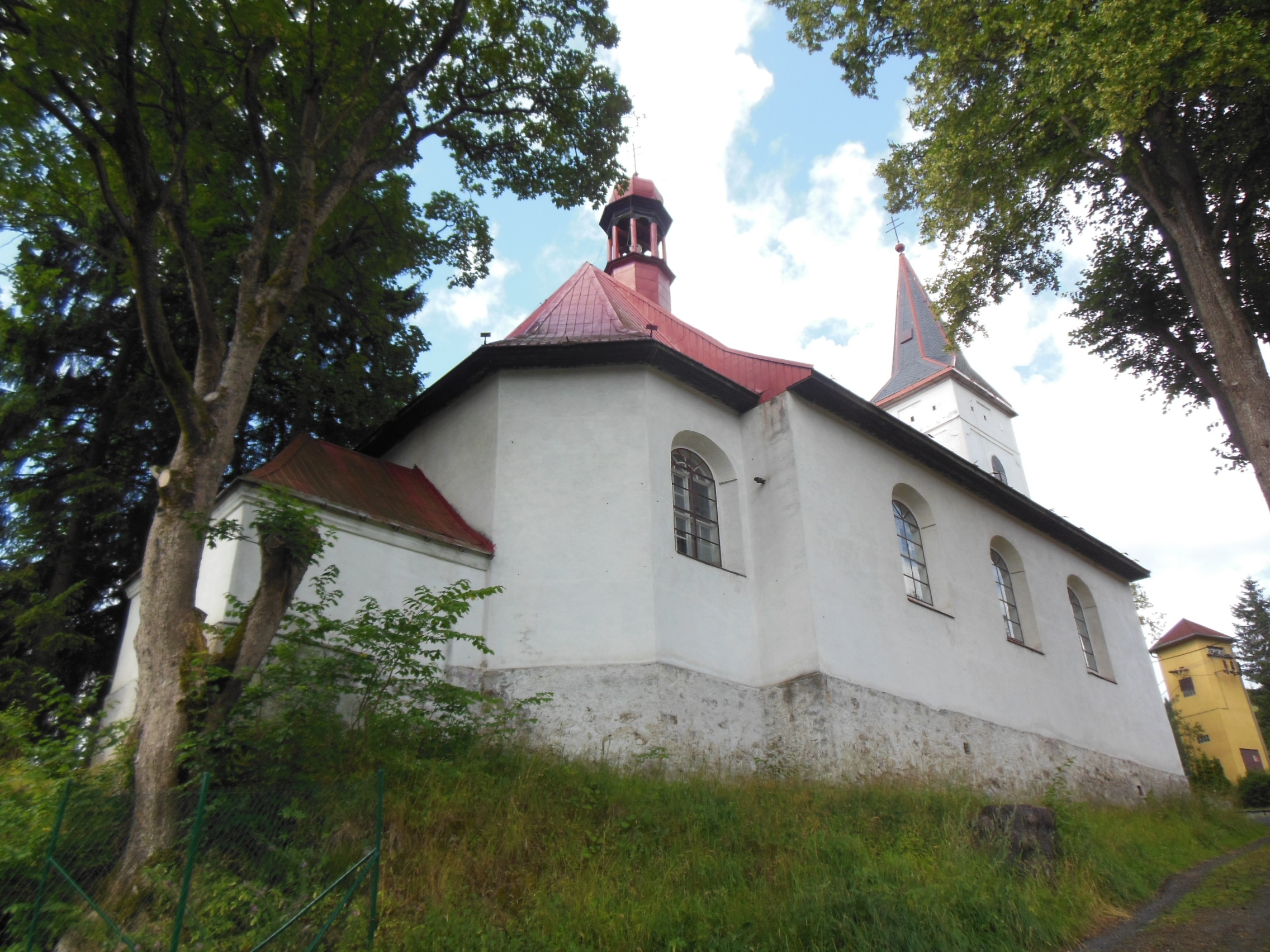
Rückansicht

Die römisch-katholische Pfarrkirche St. Johannes von Nepomuk (tschechisch kostel sv. Jana Nepomuckého) ist ein spätbarockes Kirchengebäude in der Gemeinde Nové Hamry (deutsch Neuhammer) in Tschechien und ein geschütztes Baudenkmal.

## Geschichte
Das Dorf Neuhammer gehörte bis 1785 zur Pfarrei St. Martin in Neudek und wurde darauf zur eigenen Pfarrei erhoben. Der Pfarrsprengel umfasste außer Neuhammer die politisch zu Ullersloh gehörende Einschicht Saifenhäusel. Wegen der ungünstigen Lage des Ortes und vor allem im Winter beschwerlichen Weges nach Neudek konnten kaum die Hälfte der Einwohner einen Gottesdienst besuchen. Auf Initiative des damaligen Amtsdirektors der Herrschaft Andreas Graser wurde der Ortschaft eine eigene Kirche bewilligt. Bis zum Bau fanden die Messen provisorisch in einem Privathause statt.
Die heutige Kirche unter dem Patrozinium des hl. Johannes von Nepomuk wurde auf Kosten des Religionsfonds erbaut. Der Standort auf einer Anhöhe über dem Dorf wählte der Prager Weihbischof Krieger persönlich. Der Grundsteinlegung erfolgte 1787. Bis 1789 war der Bau fertiggestellt. Über das Patronatsrecht verfügte die Herrschaft. Der prismatische Turm kam erst 1810 hinzu. 1815 stiftete der Wohltäter Johann Lauber aus Hausnummer 90 einen gläsernen Lüster. 1905 erhielt die Kirche eine neue Orgel vom berühmten Prager Orgelbauer Heinrich Schiffner. Der letzte deutsche Pfarrer der Pfarrei war Josef Hüttl (* 1. März 1908 in Alt-Sattl).
Nach der Vertreibung der deutschen Bevölkerung nach 1945 war die Kirche lange Zeit unbenutzt und befand sich folglich in einem renovierungsbedürftigen Zustand. 1958 wurde die Kirche zum Kulturdenkmal erklärt. In neuer Zeit erfolgte eine umfassende Sanierung.
Zur Kirche gehört ein Friedhof auf dem noch vereinzelt deutsche Grabsteine zu sehen sind. Die große Hungersnot in den Jahren 1771 bis 1772 hatte allein im Pfarrsprengel Neudek 600 Opfer zu beklagen. Da auf dem Friedhof von Neudek kein Platz mehr war, wurde bis zur Vergrößerung desselben in Neuhammer ein eigener Gottesacker angelegt. Dieser befand sich auf dem Berg östlich der Dorfstraße beim Wirtshaus. Der erste Seelsorger begrub dort 59 Leichen. Teilweise vergrub man die Toten auch hinter den eigenen Häusern.

## Beschreibung
Die einschiffige Kirche mit Satteldach schließt mit einem dreiseitigen Presbyterium ab, das von einem kleinen polygonalen Glockenturm mit Zwiebelkuppel gekrönt wird. An der Westfassade befindet sich ein prismatischer Turm mit einem pyramidenförmigen Dach. Die Sakristei ist an der Ostseite des Presbyteriums untergebracht. Die Außenmauern sind seitlich durch jeweils vier rechteckige, halbkreisförmige Fenster unterbrochen. Der Eingang zur Kirche erfolgt über ein rechteckiges Portal.
Das Innere besitzt eine Flachdecke und ist einheitlich im Stil des Rokoko gehalten. Der Hauptaltar zeigt ein zeitgenössisches Gemälde und die zwei Seitenaltäre moderne Skulpturen. Die Kanzel schmücken Evangelistenstatuen. Eine Madonna stammt aus dem frühen 19. Jahrhundert.

## Geläut
Die drei Originalglocken die angeblich aus der Zeit von 1735 bis 1745 stammten, läuteten zuletzt am 20. Januar 1917 von 12 bis 13 Uhr, danach wurden sie abgenommen und für militärische Zwecke eingeschmolzen. Nach dem Ersten Weltkrieg wurden vier neue Glocken angeschafft, zwei große und zwei kleine. Die Weihe fand am 11. Juli 1926 statt. Die feierliche Zeremonie begann am Morgen mit einem Festzug am Bahnhof, bei dem die Glocken auf ein reich verziertes Auto geladen und zur Kirche gebracht wurden.